# Louis Berlioz

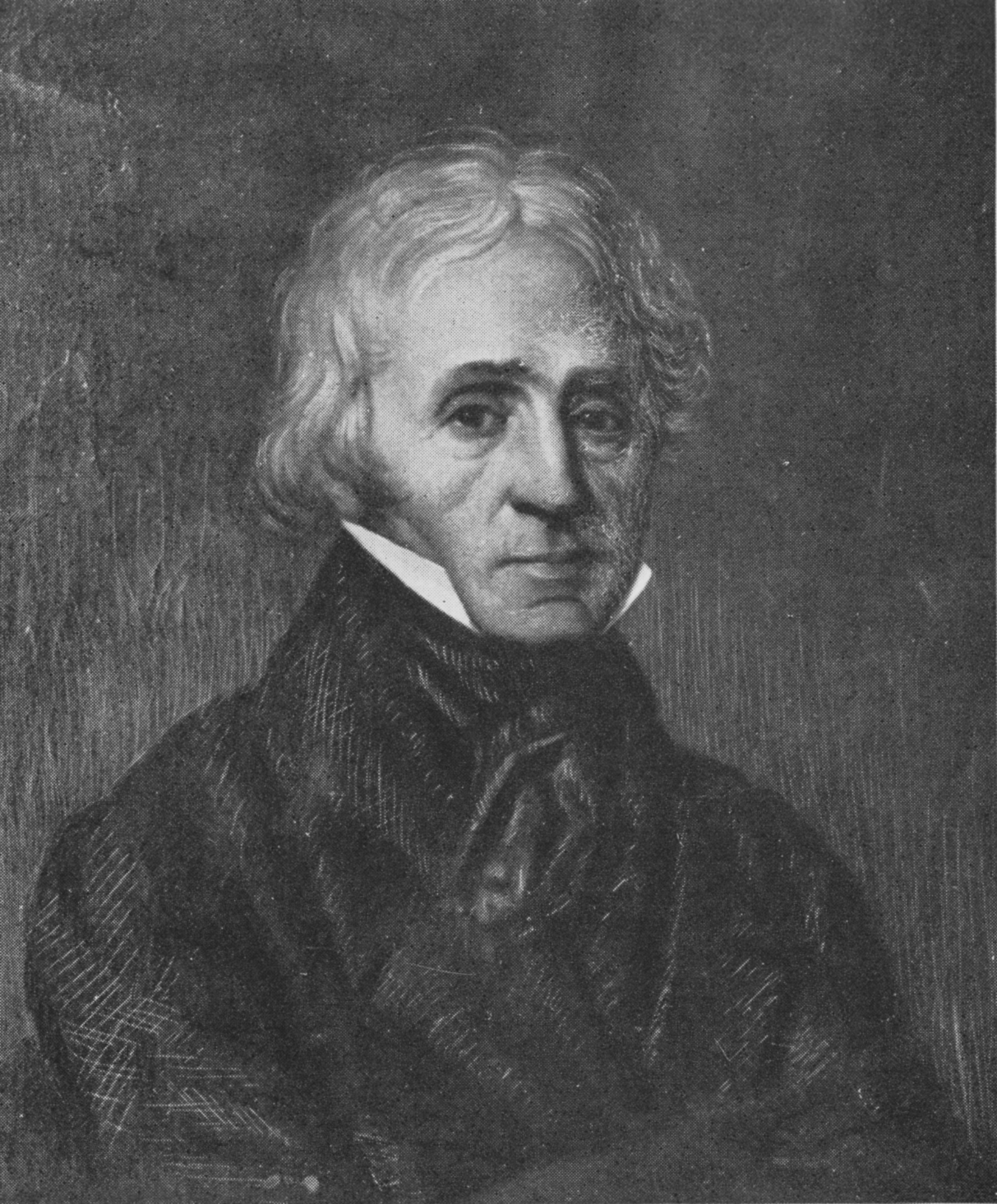
Louis Berlioz 1776–1848

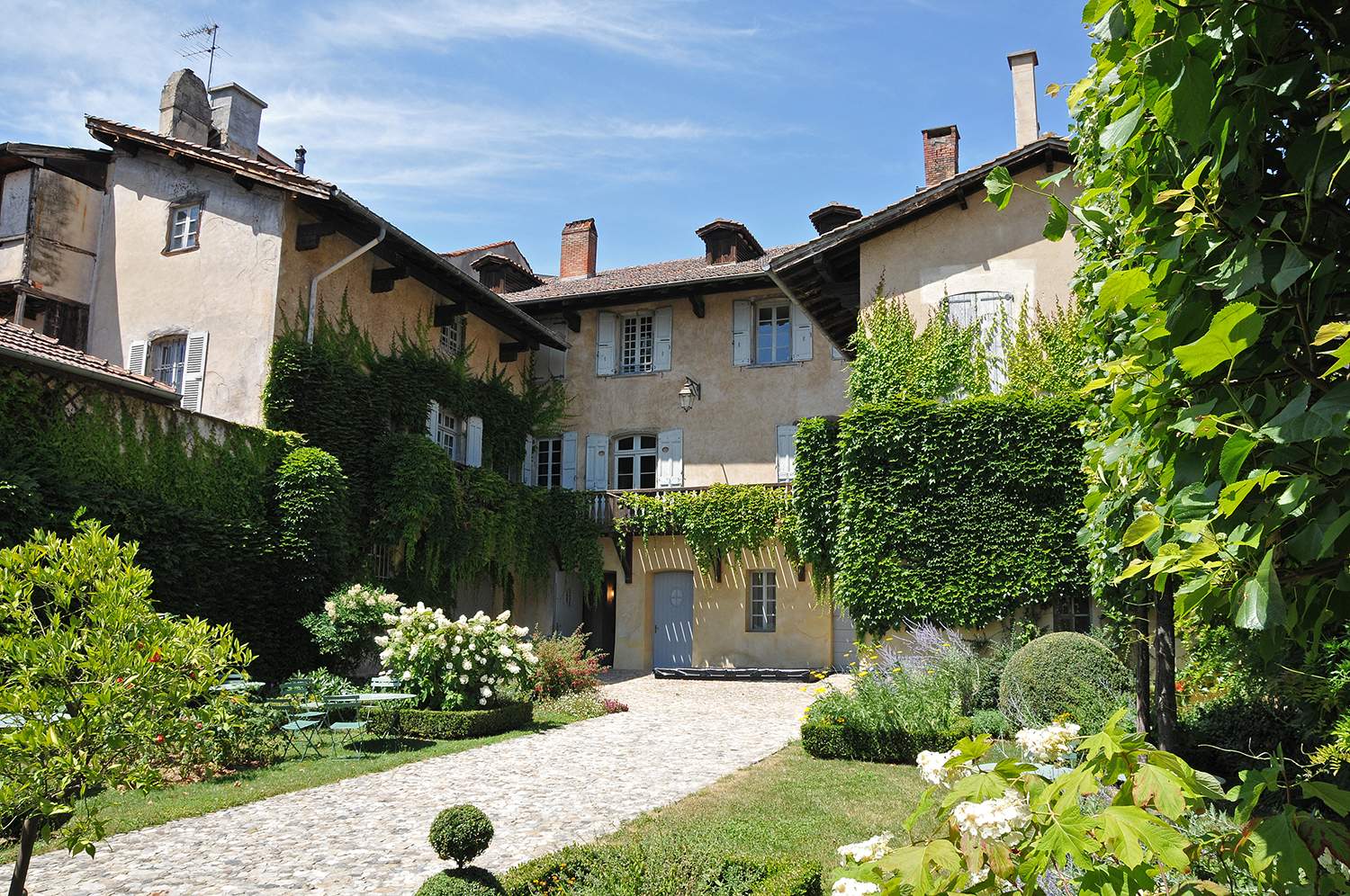
Geburtshaus von Louis Berlioz und Hector Berlioz in La Côte-Saint-André

Louis-Joseph Berlioz (9. Juni 1776 in La Côte-Saint-André – 28. Juli 1848 ebenda) war ein französischer Landarzt. Der Komponist Hector Berlioz war sein Sohn. Bekannt wurde Louis Berlioz als Pionier der Akupunkturbehandlung in Frankreich.

## Leben
Louis Berlioz war der älteste Sohn des gleichnamigen Louis-Joseph Berlioz (1747–1815), eines „Advokaten im Parlament der Dauphiné“. Er wuchs in der Provinzstadt La Côte-Saint-André, zwischen Vienne und Grenoble auf. Ob er in Paris oder in Montpellier Medizin studierte, ist nicht bekannt. Am 6. Februar 1802 doktorierte er in Paris mit der These: Dissertation sur les phénomènes et les maladies que produit la première apparition des règles. (Dissertation über die durch die Menarche verursachten Erscheinungen und Krankheiten.) Anfang des Jahres 1802 heiratete er Antoinette-Joséphina Marmion, die Tochter eines „Advokaten im Parlament von Grenoble“.
Louis Berlioz eröffnete eine Praxis in seinem Geburtshaus in La Côte-Saint-André. Sein Sohn Hector beschrieb ihn in seinen Memoiren als „beständig arbeitenden Arzt, der sowohl in der kleinen Stadt, in der er lebte, als auch in den Nachbarstädten großes Vertrauen weckte und mehr Wohltäter der Armen und Bauern war, als dass er nach seinem Stand gelebt hätte“. Die Weltanschauung des Vaters stufte Hector als liberal ein, d. h., er beschrieb ihn als „einen Menschen ohne soziale, politische und religiöse Vorurteile“.
1817 wurde Louis Berlioz zum Bürgermeister von La Côte-Saint-André ernannt. Von diesem Amt trat er bald zurück. Am 5. April 1825 wurde er korrespondierender Beigeordneter („adjoint correspondant“) der Sektion Medizin der „Académie royale de Médecine“ in Paris. In seinen letzten Jahren litt er unter einer chronischen Magenerkrankung und er konnte seine Schmerzen nur durch die Einnahme von Opium besänftigen. Am 28. Juli 1848 starb er in seinem Haus in La Côte-Saint-André.

## Akupunktur
1811 reichte Louis Berlioz für einen Wettbewerb der Pariser Medizinischen Gesellschaft eine Abhandlung ein, in der er seine seit 1810 gesammelten Erfahrungen bei der Behandlung mit Akupunktur beschrieb. Die Pariser Medizinische Gesellschaft verwarf die Methode und bezichtigte ihn der Vermessenheit. 1816 veröffentlichte Berlioz diese Arbeit zusammen mit einer 1810 in Montpellier preisgekrönten Arbeit über chronische Krankheiten unter dem Titel: Mémoire sur les maladies chroniques, les évacuations sanguines et l’acupuncture.